# Tramonti
Tramonti – miejscowość i gmina we Włoszech, w regionie Kampania, w prowincji Salerno.
Według danych na rok 2004 gminę zamieszkiwało 3938 osób, 164,1 os./km².